# Felsőregmec
Felsőregmec (slovaque : Vyšný Redmec) est un village et une commune du comitat de Borsod-Abaúj-Zemplén en Hongrie.